# Joel Fameyeh
Joel Fameyeh (sinh 14 tháng 5 năm 1997) là một cầu thủ bóng đá Ghana hiện đang thi đấu tại Nga cho câu lạc bộ FC Orenburg.

## Sự nghiệp

### Câu lạc bộ
Joel Famye được sinh ra tại thành phố Kumasi của Ghana. Anh bắt đầu sự nghiệp của mình trong các câu lạc bộ Asokwa Deportivo và Wa All Stars. Từ năm 2016 tới 2019, Fameyeh thi đấu tại Belarus cho 2 câu lạc bộ là Belshina Bobruisk và Dinamo Brest theo dạng cho mượn từ Wa All Stars của Ghana. Tại cúp quốc gia Belarus 2017–18, anh trở thành vua phá lưới với 8 bàn thắng, trong đó có một bàn trong trận đấu chung kết gặp BATE Borisov (3–2).
Ngày 12 tháng 7 năm 2019, anh gia nhập câu lạc bộ Russian Premier League FC Orenburg.
Ngày 10 tháng 8 năm 2019, Orenburg bị Tambov dẫn trước với tỷ số 0–2 ngay trên sân nhà trong một trận đấu. Fameyeh vào sân thay người ở phút 70 và ghi hai bàn trong vòng 8 phút tiếp theo để thiết lập tỷ số cuối cùng của trận đấu là 2–2.

### Đội tuyển quốc gia
Fameye có trận ra mắt cho đội tuyển quốc gia Ghana vào ngày 18 tháng 10 năm 2015 trong trận Ghana gặp Bờ Biển Ngà tại vòng loại đầu tiên của giải vô địch quốc gia châu Phi. Trong trận đấu này, anh lập một cú đúp giúp Ghana thắng 2–1.

### Bàn thắng quốc tế
Bàn thắng và kết quả của Ghana được liệt kê trước.
| #  | Ngày                 | Địa điểm                              | Trận thứ | Đối thủ     | Bàn thắng | Kết quả | Giải đấu                                 |
| -- | -------------------- | ------------------------------------- | -------- | ----------- | --------- | ------- | ---------------------------------------- |
| 1. | 18 tháng 10 năm 2015 | Sân vận động Baba Yara, Kumasi, Ghana | 1        | Bờ Biển Ngà | 1–1       | 2–1     | Vòng loại giải vô địch quốc gia châu Phi |
| 2. | 18 tháng 10 năm 2015 | Sân vận động Baba Yara, Kumasi, Ghana | 1        | Bờ Biển Ngà | 2–1       | 2–1     | Vòng loại giải vô địch quốc gia châu Phi |

## Danh hiệu
Dynamo Brest
- Belarusian Cup (2): 2017, 2018
- Belarusian Super Cup (2): 2018, 2019